# 歌のバカンス
『歌のバカンス』（うたのバカンス）は、1967年7月27日から同年8月31日までTBS系列局で放送されていたTBS製作の歌謡バラエティ番組である。正式名称は『歌のバカンス○○作戦』（「○○」には週替わりのサブタイトルが付く）。全6回。放送時間は毎週木曜 19:00 - 19:30 （日本標準時）。

## 概要
『7時だ、とび出せ!!』開始までのつなぎ番組として放送。夏のバカンスをテレビで楽しんでもらおうという趣向の番組で、週替わりで様々なバカンスを紹介。他に、ゲスト歌手やコメディアンたちによる歌やコントのコーナーもあった。

## 出演者

### 司会
- ジュディ・オング
- 青空はるお・あきお

### ゲスト
- 弘田三枝子
- トリオ・スカイライン
- 東京ぼん太
- 島倉千代子
- ほか

## サブタイトル
| 回 | 放送日  | サブタイトル     |
| -- | ------- | ---------------- |
| 1  | 7月27日 | レッツゴー! 作戦 |
| 2  | 8月3日  | シーサイド作戦   |
| 3  | 8月10日 | 盆踊り作戦       |
| 4  | 8月17日 | スリラー作戦     |
| 5  | 8月24日 | ビキニ作戦       |
| 6  | 8月31日 | SF作戦           |

## 参考資料
- 東京新聞[どれ?]
- 読売新聞縮刷版[どれ?]

| TBS系列 木曜19:00枠                            | TBS系列 木曜19:00枠                                  | TBS系列 木曜19:00枠                                |
| 前番組                                         | 番組名                                               | 次番組                                             |
| ---------------------------------------------- | ---------------------------------------------------- | -------------------------------------------------- |
| 太陽のあいつ （1967年4月27日 - 1967年7月20日） | 歌のバカンス○○作戦 （1967年7月27日 - 1967年8月31日） | 7時だ、とび出せ!! （1967年9月7日 - 1968年9月26日） |